# Централна Екваторија
Централна Екваторија (енгл. Central Equatoria и арап. الاستوائية الوسطى) била је један од три вилајета у регији Екваторија у Јужном Судану, а након 2011. и независности Јужног Судана држава.
Централна Екваторија престала је да постоји 2015, када је Јужни Судан подељен на 28 нових држава.

## Одлике
Налазила се у средишњем делу регије Екваторија на граници са ДР Конгом и Угандом. Захватала је површину од 22.956 км², на којој је живело око 2.500.000 становника. Просечна густина насељености била је 109 стан./км². Главни град Централне Екваторије била је Џуба, који је уједно и престоница државе Јужни Судан.

## Подела
Централна Екваторија била је подељена на шест округа:
- Џуба
- Лаиња
- Моробо
- Терекека
- Јеј
- Каго Каџу